# Shadian

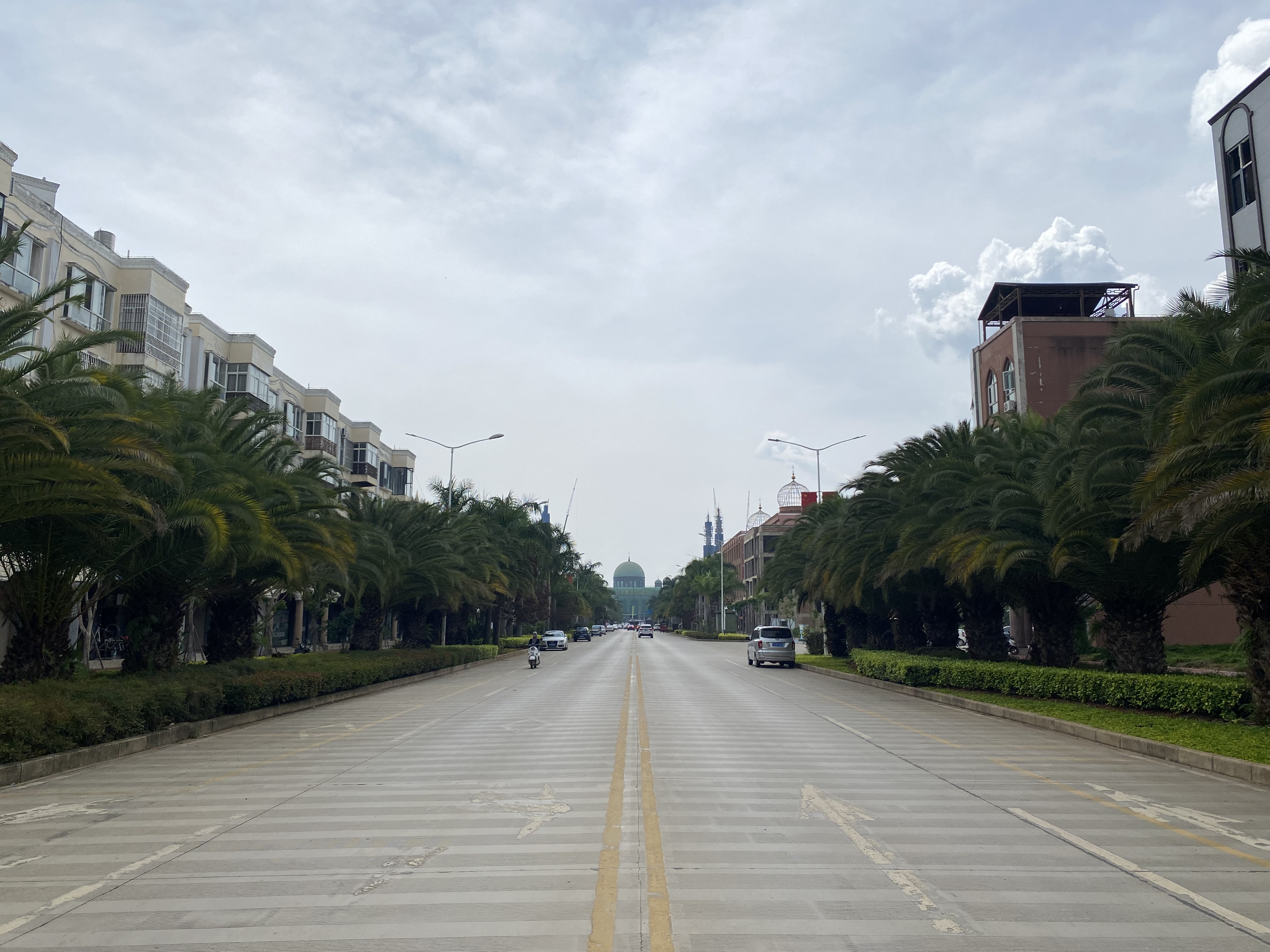
Hauptstraße von Shadian

Das Straßenviertel Shadian 沙甸街道, bis September 2019 die Großgemeinde Shadian 沙甸镇, ist ein Ort der Stadt Gejiu (chinesisch 个旧市, Pinyin Gèjiù Shì), einer kreisfreien Stadt des Autonomen Bezirks Honghe der Hani und Yi im Süden der chinesischen Provinz Yunnan. 
Es befindet sich in der Provinz Yunnan im Südwesten des Landes, etwa 180 Kilometer südlich der Provinzhauptstadt Kunming. Es ist die größte Hui-Siedlung in Gejiu. Der Ort hat eine Fläche von 26,36 Quadratkilometern und zählt 18.952 Einwohner (Stand: Zensus 2010). 2006 betrug die Einwohnerzahl 12.900.

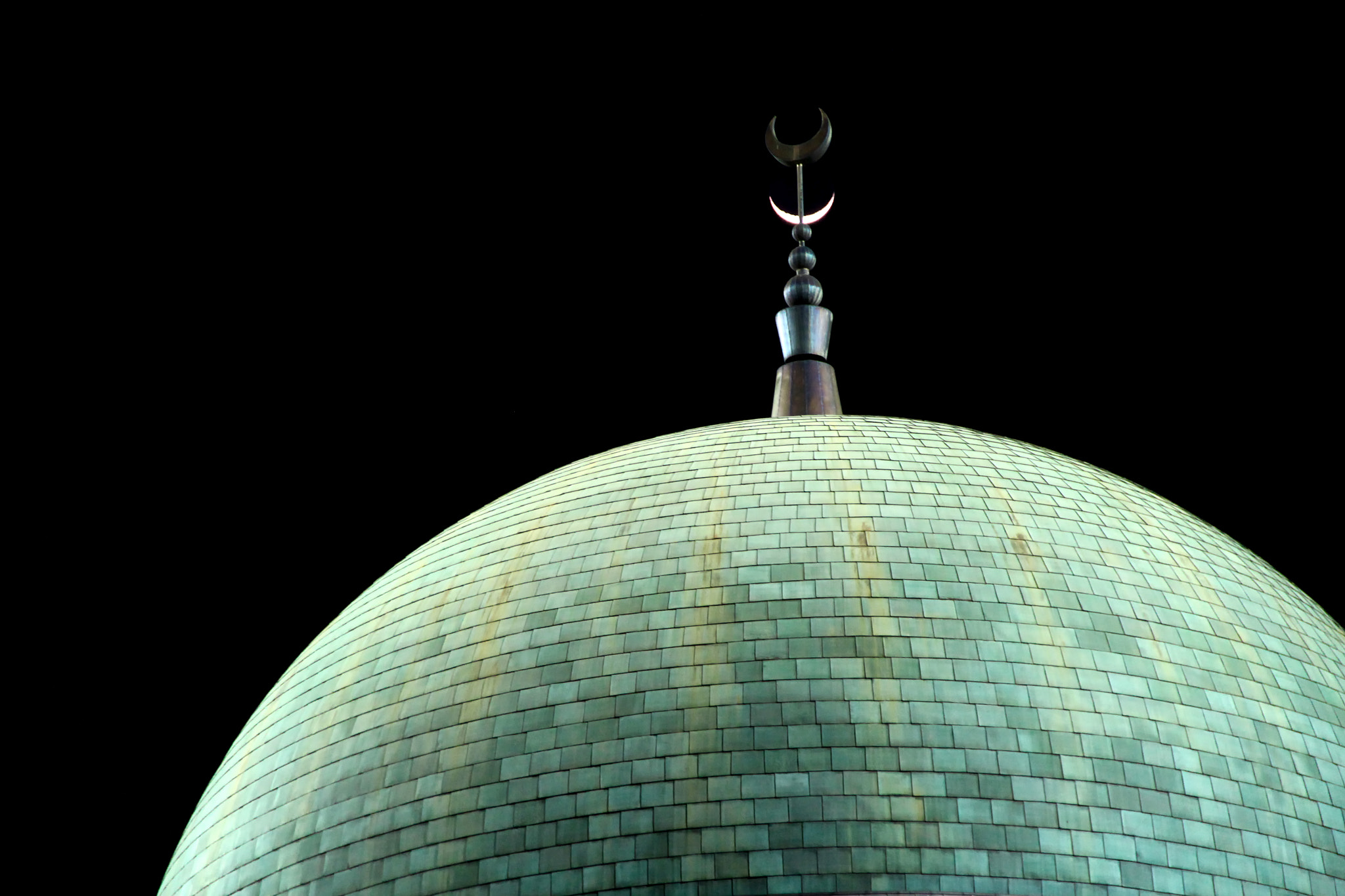
Kuppel der Großen Moschee von Shadian

## Shadian-Zwischenfall
Der Ort ist bekannt durch den sogenannten Shadian-Zwischenfall (沙甸事件) gegen Ende der Kulturrevolution mit vielen Toten. Anschließend stellte die Regierung viel Geld für eine Große Moschee (沙甸大清真寺) zur Verfügung, eine der größten Moscheen in der Volksrepublik China.

## Persönlichkeiten
- Ma Jian (1906–1978), Hochschullehrer und Koranübersetzer